# Liste der Stolpersteine in Demmin
Die Liste der Stolpersteine in Demmin enthält alle Stolpersteine, die im Rahmen des gleichnamigen Projekts von Gunter Demnig in Demmin verlegt wurden. Mit ihnen soll Opfern des Nationalsozialismus gedacht werden, die in Demmin lebten und wirkten. Am 21. August 2010 wurden bisher drei Stolpersteine an zwei Adressen verlegt.
Bereits im Vorfeld der Verlegung kam es zu Störungen an den Orten, wo die Stolpersteine verlegt werden sollten, indem die vorgesehenen Flächen mit volksverhetzenden Parolen beschmiert wurden.

## Verlegte Stolpersteine
| Bild | Person, Inschrift                                                                                    | Adresse         | Verlegedatum  | Anmerkung |
| --- | --- | --------------- | ------------- | --- |
| Bild gesucht Die Wikipedia wünscht sich an dieser Stelle ein Bild vom Ort mit diesen Koordinaten 53.906189 13.035712 . Motiv: 3 Stolpersteine Davidsohn Falls du dabei helfen möchtest, erklärt die Anleitung , wie das geht. BW | Hier wohnte Arnold Davidsohn Jg. 1874 deportiert Theresienstadt ermordet 10.2.1943                   | Frauenstraße 25 | 21. Aug. 2010 | Arnold Davidsohn wurde am 24. Februar 1874 in Demmin geboren und lebte zuletzt in Berlin. Am 3. Oktober 1942 wurde er mit Transport I/71 Zug Da 523 in das Ghetto Theresienstadt deportiert, wo er am 10. Februar 1943 ermordet wurde. Familie Davidsohn wohnte in der damaligen Campstraße (heute Goethestraße) und betrieb in der Frauenstraße ein Textilgeschäft. Das Haus in der Frauenstraße fiel dem Stadtbrand zum Ende des Zweiten Weltkrieges zum Opfer. |
| Bild gesucht Die Wikipedia wünscht sich an dieser Stelle ein Bild vom hier behandelten Ort. Falls du dabei helfen möchtest, erklärt die Anleitung , wie das geht. BW                                                             | Hier wohnte Liesbeth Davidsohn geb. Loewenthal Jg. 1877 deportiert Theresienstadt ermordet 20.2.1943 | Frauenstraße 25 | 21. Aug. 2010 | Lisbeth Davidsohn wurde am 22. September 1877 als Lisbeth Löwenthal in Malchin geboren und lebte zuletzt in Berlin-Wilmersdorf. Am 3. Oktober 1942 wurde sie mit Transport I/71 Zug Da 523 in das Ghetto Theresienstadt deportiert, wo sie am 20. Februar 1943 ermordet wurde. |
| Bild gesucht Die Wikipedia wünscht sich an dieser Stelle ein Bild vom hier behandelten Ort. Falls du dabei helfen möchtest, erklärt die Anleitung , wie das geht. BW                                                             | Hier wohnte Grete Davidsohn Jg. 1868 deportiert Treblinka ermordet 23.9.1942                         | Goethestraße 3  | 21. Aug. 2010 | Grete Davidsohn wurde am 13. Oktober 1868 in Demmin geboren. Am 25. August 1942 wurde sie ab Tilsit mit Transport XIV/1 im Zug Da 506 in das Ghetto Theresienstadt deportiert und am 23. September 1942 weiter in das Vernichtungslager Treblinka, wo sie ermordet wurde. |